# Smålands runinskrifter 80
Smålands runinskrifter 80 är en vikingatida runsten av ögongranit som ursprungligen stått i Vallsjö stomhemman, Vallsjö socken och Sävsjö kommun. Runstenen är 1,35 meter hög och 0,8 meter bred. Den har flyttats ett flertal gånger och restes på sin nuvarande plats vid Vallsjö Herrgård 1938. Runhöjden är upp till 14 centimeter. Toppen på stenen är avslagen varvid några runor har skadats och andra helt försvunnit.

## Inskriften
Translitterering av runraden:
÷ uesti : auk : iuar : auk : s(u)[lfa :] (b)ruþr : þriʀ : karþu : bru : þasi : (a)uk : satu : stein : þana : eftiʀ : þialfa : faþur : [sin]
Normalisering till runsvenska:
Viseti ok Ivarr/Ioarr ok Sylfa, brøðr þriʀ, gærðu bro þessi ok sattu stæin þenna æftiʀ Þialfa, faður sinn.
Översättning till nusvenska:
Visäte och Ivar/Joar och Sylva, tre bröder, gjorde denna bro och satte denna sten efter Tjälve, sin fader.